# Crescente Errázuriz
Crescente José de los Dolores de María Santísima de la Cruz Nepomuceno   Errázuriz Valdivieso (Santiago, 28 de noviembre de 1839-ibídem, 5 de junio de 1931) fue un religioso chileno que ocupó el cargo de arzobispo de Santiago.

## Primeros años de vida
Hijo de Francisco Javier Errázuriz Aldunate y de Rosario Valdivieso Zañartu, hermana de Rafael Valentín Valdivieso Zañartu, era medio hermano de Federico Errázuriz Zañartu y  por tanto, tío de Federico Errázuriz Echaurren y Germán Riesco Errázuriz (los tres, Presidentes de la República). Estudió en la Escuela de las señoras Fernández Díaz y en el Colegio de Justino Fagalde en Santiago, en medio de un ambiente aristocrático.

## Vida religiosa
Realizó sus estudios eclesiásticos en el Seminario de Santiago de Chile, y fue ordenado sacerdote en la Catedral de Santiago de Chile el 18 de diciembre de 1863 por el arzobispo de Santiago Rafael Valentín Valdivieso, su tío materno. Se hizo cargo de La Revista Católica y fundó en 1874 Estandarte Católico que defendía los intereses de la religión, y atacaba a liberales y masones.
Desde 1893 fue docente de la Universidad de Chile dictando la clase de Derecho Canónico. Fue autor del Compendio de Derecho Canónico.
Entre 1869 y 1870, asistió al Concilio Vaticano I, acompañando al arzobispo Valdivieso.
Fue religioso dominico. Prior del Convento Recoleta Domínica de Santiago. Durante este período publicó "Los orígenes de la Iglesia Chilena", siendo considerado el primer historiador eclesiástico.
Por su trabajo, fue incorporado a la Academia Chilena de la Lengua. En 1912 fue galardonado con la medalla de oro de la Sociedad de Historia y Geografía de Chile. En 1916 fue nombrado por la Santa Sede proto notorio apostólico.

### Obispo
El Papa Benedicto XV lo eligió como Arzobispo de Santiago de Chile el 30 de diciembre de 1918, siendo el sacerdote chileno más anciano elegido Obispo. Fue consagrado en la Catedral de Santiago de Chile el 12 de enero de 1919 por Monseñor Miguel Claro, obispo titular de Legión, y tomó posesión efectiva de su cargo el 29 de enero siguiente. Su lema episcopal fue: Crux et Evangelium ecce arma mea.
Inició una política para independizar a la Iglesia Católica de las acciones del Partido Conservador.
En 1920 propuso la creación de los obispados de Valparaíso y Talca. Representó a la Iglesia en las conversaciones que culminaron con la separación de la Iglesia y el Estado en la Constitución de 1925.
Crescente Errázuriz Valdivieso falleció en Santiago en 1931 y está sepultado en la Catedral Metropolitana.
| Predecesor: Juan Ignacio González Eyzaguirre | Arzobispo de Santiago de Chile 29 de enero de 1919 - 5 de junio de 1931 | Sucesor: Horacio Campillo |